# Astragalus bidentatus
Astragalus bidentatus är en ärtväxtart som beskrevs av Carl Sigismund Kunth. Astragalus bidentatus ingår i släktet vedlar, och familjen ärtväxter. Inga underarter finns listade i Catalogue of Life.